# Grotte de Zhijin
La grotte de Zhijin (chinois simplifié : 织金洞 ; chinois traditionnel : 織金洞 ; pinyin : zhī jīn dòng) est située dans le comté de Zhijin, dans la province chinoise du Guizhou.

## Notoriété
La grotte de Zhijin est l'une des grottes les plus importantes de Chine, tant par sa taille que par ses spéléothèmes. La grotte est longue de plus de 10 000 m ; elle peut atteindre jusqu'à 173 mètres de large et 50 mètres de haut.

## Parc national de la grotte de Zhijin
Le parc paysager de la grotte de Zhijin (织金洞风景名胜区) a été déclaré parc national le 1er août 1988.